# 薩爾加尼
46°8′59″N 30°19′24″E / 46.14972°N 30.32333°E
薩爾哈尼（烏克蘭語：Салгани）是位於烏克蘭西南部的村莊，由敖德萨州裡比爾霍羅德-德涅斯特羅夫斯基區的沙博市鎮負責管轄。該村始建於1992年，面積4.63平方公里，2001年人口1,186，人口密度每平方公里256.16人。